# Пришибский район
Пришибский район (укр. Пришибський район район, нем. Rajon Pryschyb) — административная единица Украинской ССР, существовавшая в 1923—1928 годах.

## История
Пришибский район с центром в селе Пришиб был образован в 1923 году в составе Мелитопольского округа Екатеринославской губернии.
В 1924 году получил статус немецкого национального района. Первоначально включал 8 немецких сельсоветов, но позднее были образованы ещё 3 немецких, 1 русский и 1 украинский сельсоветы.
По данным 1925 года в районе было 27 немецких селений, основанных ещё до революции 1917 года, 9 русских селений, основанных в 1922—1923 годах эмигрантами-духоборами из Канады, а также 5 новопостроенных селений с украинским населением. К концу 1927 года были основаны ещё 6 немецких и 3 украинских селения.
В 1928 году Пришибский район был упразднён, а его территория присоединена к Молочанскому немецкому национальному району.